# 518 (szám)
Az 518 (római számmal: DXVIII) egy természetes szám, szfenikus szám, a 2, a 7 és a 37 szorzata.

## A szám a matematikában
A tízes számrendszerbeli 518-as a kettes számrendszerben 1000000110, a nyolcas számrendszerben 1006, a tizenhatos számrendszerben 206 alakban írható fel.
Az 518 páros szám, összetett szám, azon belül szfenikus szám, kanonikus alakban a 21 · 71 · 371 szorzattal, normálalakban az 5,18 · 102 szorzattal írható fel. Nyolc osztója van a természetes számok halmazán, ezek növekvő sorrendben: 1, 2, 7, 14, 37, 74, 259 és 518.
Érinthetetlen szám: nem áll elő pozitív egész számok valódiosztóösszeg-függvényeként.
Az 518 négyzete 268 324, köbe 138 991 832, négyzetgyöke 22,75961, köbgyöke 8,03113, reciproka 0,0019305. Az 518 egység sugarú kör kerülete 3254,68999 egység, területe 842 964,70718 területegység; az 518 egység sugarú gömb térfogata 582 207 624,4 térfogategység.